# 梶トマト
梶 トマト（かじ トマト、1987年1月19日 - ）は、日本の男性プロレスラー。東京都葛飾区出身。血液型A型。

## 経歴
Hi69に憧れてKAIENTI DOJOに入門。2006年5月のGWSP7においてデビューをかけてTAKAみちのくとエキシビジョンマッチで戦うも連日敗退によりデビューを延期させられたが、7月17日に十嶋くにおを相手にデビュー戦。当初のリングネームは梶ヤマト。
所属リーグは未定であったが正式にGET所属となった。12月31日に開催されたインディーサミットに出場し他団体の若手レスラーと対戦した。
2008年に開催されたKAIENTAI DOJOという名のタッグリーグ戦'08に房総ボーイ雷斗と組んでエントリーを切っ掛けに、自ら「フレッシュ＆スマイル！弾ける笑顔の梶ヤマトで～す♪」のフレーズでフレッシュキャラに変身。
2008年3月26日には自ら発案した若手主催興行CLUB-K FRESHを開催。
2009年5月に開催されたGWSP6ではΩ入りを志願してザ・グレート・サスケ、MEN'Sテイオー等他団体勢を相手に六連戦を行った。結果は負け越しながら、その熱意に稲松三郎がΩ入りを許可。しかしこれを拒否してモンスター・プラント入りを果たす。ここから稲松三郎との因縁が勃発。
8月にモンスター・プラントを追放される。
9月にSEPTEMBER SPECIAL5で開催されたKAIENTAI DOJO最弱決定戦NOT STRONGEST-K決勝戦にて、後輩の関根龍一に敗退。KAIENTAI DOJO最弱の称号と共に罰ゲームとしてリングネームを梶トマトに変更することとなる。
しかし改名後、何か吹っ切れたのかブレイクを果たし、勢いに乗って2010年1月11日に忍からUWA世界ミドル級王座を奪取。同年5月には滝澤大志とのコンビ「滝トマ」としてSTRONGEST-K TAG王座を奪取することに成功した。
2012年5月、世界プロレス協会結成に参加。
2013年7月、プロレスリング・ノアに参戦しスペル・クレイジーとダンスの共演もした。
2014年、全日本プロレスのJr. BATTLE OF GLORYに初参戦。その後も参戦。
また同年より自身がリーダーを務めるSFUを結成する。
2015年、プロレスリング・ノアの日テレG+杯争奪ジュニアヘビー級タッグ・リーグ戦にSFUの旭志織と参戦。
2016年5月7日、青木篤志の持つ世界ジュニアヘビー級王座に挑戦したが敗れる。
6月19日、KAIENTAI DOJO SUPER J-CUP2016予選1DAYトーナメント1回戦で十嶋くにおと対決し、スピードで破り、準決勝で同じユニットの旭志織にレッドアイで勝利をつかむ。決勝で吉田綾斗と対決。激闘の末レッドアイで勝ちSUPER J-CUP出場権を獲得する。
7月20日、 SUPER J-CUP2016本戦の1回戦でマット・サイダルに敗退。
7月31日、タンク永井の持つCHAMPION OF STRONGEST-K王座に挑戦、レッドアイを放ち勝利し、第21代王者となる。
2018年10月21日、TAKAみちのくが持つUWAミドル級王座に挑戦し、レッドアイにて勝利。UWAミドル級王者となる。5度目の奪還。
2019年4月13日、滝澤大志とタッグを組み、STRONGEST-K TAG王座を奪取することに成功する。
6月20日、2AW新木場大会で、突如、滝澤の裏切りにあい、団体を代表するタッグとなっていた「滝トマ」が電撃解散。同日に凶月を追放となったさとうゆうきと共闘していくことを宣言。
2019年7月7日　さとうゆうきとのユニット名が「ねば〜らんど」に決定。
2022年5月29日　GRAND SLAM in 2AWスクエアでの試合後のマイクで「いま1番動ける時に自分自身、プロレス界にどこまで通用するのか挑戦してみたい」と、7月からのフリー転向を発表。
6月26日　2AW旗揚げ3周年記念大会にて浅川紫悠と所属ラストマッチを行う。
6月30日　2AWを退団。
7月31日 第11代九州プロレスタッグ選手権王者となる。
2023年1月 飯伏プロレス研究所に所属する。

## 得意技
- スパイダーロック
- スパイダークラッチ
- ローリングサンダー
- スピード（丸め込み）
- レッドアイ

逆打ちのように叩きつける高角度ラ・マヒストラル。名前の由来はトマトジュースと生ビールのカクテル「レッドアイ」から。

## 入場テーマ曲
- 初代 : COUNT 0 Dive in Roulette（MARBLE TRAVELERS）
- 2代目 : トマトダンス（覆面☆食堂）

## タイトル歴
KAIENTAI DOJO
- CHAMPION OF STRONGEST-K王座
- STRONGEST-K TAG王座
- 千葉6人タッグ王座
- UWA世界ミドル級王座

2AW
- 2AWタッグ王座

九州プロレス
- 九州プロレスタッグ王座

TTTプロレスリング
- TTT認定インディー統一6人タッグ王座

## エピソード
2019年2月10日のCHAMPION OF STRONGEST-K選手権試合でトマトの挑戦を待つ浅川紫悠はトマトのことを「毎晩飲み歩いているようなアホ」と酷評した。

## テレビ出演
- プロレスKING（GAORA）